# Que Falta Você Me Faz: Músicas de Vinicius de Moraes
Que Falta Você Me Faz é um álbum da cantora brasileira Maria Bethânia, lançado em 2005 em homenagem ao poeta Vinícius de Morais. O disco é composto por músicas e poemas de Vinícius, seu amigo de longa data. Apesar de as gravações terem sido concluídas no começo de 2004, Bethânia decidiu lançar o disco apenas em 2005, pois nesse ano completariam-se 40 anos de carreira e de amizade com Vinícius.

## Faixas
1. "Modinha"                     (Tom Jobim, Vinícius de Morais) – 2:55
2. Pot-pourri                                                                                – 1:36
  - "Poética I"                  (V. de Moraes)
  - "O Astronauta"               (Baden Powell, V. de Moraes)
3. "Minha Namorada"              (Carlos Lyra, V. de Moraes)                – 3:38
4. "A Felicidade"                (T. Jobim, V. de Moraes)                       – 3:10
5. "Tarde em Itapoã"             (Toquinho, V. de Moraes)                   – 3:45
6. Pot-pourri                                                                                – 4:49
  - "Lamento no Morro"           (T. Jobim, V. de Moraes)
  - "Monólogo de Orfeu"      (V. de Moraes)
7. "Mulher, Sempre Mulher"       (T. Jobim, V. de Moraes)                       – 3:20
8. "Gente Humilde"               (Chico Buarque, Garoto, V. de Moraes)  – 2:42
9. "O Mais Que Perfeito"         (Jards Macalé, Vinícius de Morais)         – 2:01
10. "O Que Tinha de Ser"          (T. Jobim, V. de Moraes)                       – 3:25
11. "Bom Dia, Tristeza"           (Adoniran Barbosa, V. de Moraes)           – 3:29
12. "Samba da Bênção"         (Baden Powell, V. de Moraes)                   – 3:02
13. "Você e Eu"                   (Carlos Lyra, V. de Moraes)                    – 2:27
14. "Eu Não Existo Sem Você"      (T. Jobim, V. de Moraes)                       – 5:04
15. "Encantado"                   (Eden Ahbez, versão de Caetano Veloso) – 2:00